# 森以鶴美
森 以鶴美（もり いづみ）は日本のミュージカル俳優。
兵庫県出身。
1995年から2012年まで劇団四季に所属。さまざまな作品で主要キャストを演じており、劇団の代表的な女優の一人であった。

## 略歴
日本女子体育短期大学卒業後、宝田芸術学園に編入。ミュージカル俳優としての基礎を学ぶ。音楽座を経て、1995年から劇団四季に入団。『美女と野獣』でデビュー。以来、『クレイジー・フォー・ユー』『コーラスライン』に出演。『ライオンキング』『マンマ・ミーア!』『ウィキッド』で日本初演キャストに選ばれる。2017年から大阪芸術大学舞台芸術学科・ミュージカルコース客員教授。